# رفض الطعم
رفض الطعم Transplant rejection هو تفاعل مناعي يحدث عندما يرفض جسم المتلقي أعضاء أو أنسجة مزروعة، ويعزى ذلك إلى وظيفة الجهاز المناعي المتمثلة في القضاء على الأجسام الغريبة. في بعض الحالات يمكن تقليل نسبة الرفض عند جسم المتلقي عن طريق التنميط المصلي لتحديد التطابق الأمثل بين جسم المتلقي والمتبرع ويحدث ذلك من خلال استخدام عقاقير خاصة لكبت المناعة.

## أنواع الرفض

### الرفض مفرط الحدة
الرفض مفرط الحدة هو استجابة وسطية مكملة لجسم المتلقي الحامل للأجسام المضادة الموجودة مسبقا لديه وهي بدورها تكون مضادة للجسم الواهب (على سبيل المثال، الأجسام المضادة في الدم نوع ِABO ). إن الرفض مفرط الحدة يحدث في غضون دقائق، ويجب أن يزال العضو المزروع لتجنب الاستجابة للالتهاب الشديد ويؤدي ذلك حدوث التلاصق السريع في الدم. هذا الخطر يتعرض له المتلقي في عمليات زرع الكلى على وجه الخصوص، لذلك يجب أن يتم اختبار التوافق أو التنافر المحتمل للخلايا قبل زراعة الكلى لضمان خلو جسم المتلقي للأجسام المضادة إلى الواهب. الرفض مفرط الحدة هو ردة فعل مشابهة لردة فعل الجسم عند نقل الدم وهي استجابة مناعية لعملية الاختلاط في الدم. في ما يتعلق بزراعة الأعضاء الأخرى، يتم منع مشكلة الرفض الحاد عن طريق زراعة الأعضاء ذات توافق ال ABO فقط. إن نسبة الرفض مفرط الحدة ليست كبيرة عند زرع الكبد ذو النوع المماثل وزرع الخلايا، لأن هذه الأنسجة لديها قدرات تجدد ملحوظة. الرفض مفرط الحدة هو مايحدث نتيجة زرع الأعضاء الدخيلة في جسم المتلقي الذي لايملك قدرة على كبت المناعة.

### الرفض الحاد
الرفض الحاد عادة ما يبدأ بعد أسبوع واحد من الزراعة (بينما الرفض مفرط الحدة يحدث بشكل فوري). إن أعلى درجة من خطورة التعرض للرفض الحاد تكون في الأشهر الثلاثة الأولى بعد الزرع. ومع ذلك، يمكن أيضا أن يحدث الرفض الحاد بعد أشهر إلى سنة من الزرع. هنالك حالة واحدة من حالات الرفض الحاد والتي لا تدعو للقلق وذلك عند تمييز السبب ومعالجته فور، ونادرا ما يؤدي الرفض في هذه الحالة إلى فشل في عمل العضو المزروع. ولكن هنالك حالات متكررة مرتبطة مع الرفض المزمن (أنظر أدناه).
الرفض الحاد يحدث إلى حد ما في جميع عمليات الزرع (باستثناء بين التوائم المتماثلة). وذلك بسبب عدم التطابق في الـ HLA، وهي موجودة في جميع خلايا الجسم. وهناك عدد كبير من الجينات المختلفة لكل HLA، لذلك من النادر وجود التطابق الكامل بين جميع ال HLA في أنسجة جسم الواهب والمتلقي.
الأنسجة مثل الكلى أو الكبد الوعائية للغاية (الغنية بالأوعية الدموية)، غالبا ما تكون أسرع ضحايا الرفض الحاد. في الواقع، حالات الرفض الحاد تحدث في حوالي 10-30 ٪ من جميع عمليات زرع الكلى، و50 حتي 60 ٪ من عمليات زرع الكبد. الأضرار التي تلحق ببطانة الأوعية الدموية هو التوقع المستقبلي المبكر من الرفض الحاد الذي من المتعذر تفاديه.
سبب الرفض الحاد الذي عادة ما يبدأ بعد أسبوع واحد هو أن زرع خلايا T تشارك في آلية الرفض، لذلك يجب أن يتم تمييز خلايا T قبل أن يبدأ الرفض. إن خلايا T تسبب انحلال في الأنسجة المزروعة، أو تقوم بإنتاج السيتوكينات الذي يسبب نخرا في الأنسجة المزروعة.
قام الدكتور جوزيف موراي في عام 1954 بإجراء أول عملية زرع ناجحة للأعضاء، وكان السبب في نجاح العملية يرجع إلى أن الواهب والمتلقي كانا من التوائم المتماثلة وبالتالي فإن خلايا T لم تولد ردود فعل عكسية تجاه العضو الذي تم زرعه.
إن تشخيص الرفض الحاد يعتمد على البيانات المسجلة سريريا، بما في ذلك علامات وأعراض المريض والفحوصات المخبرية وبصورة أساسية الخزعة المأخوذة من النسيج. يقوم أخصائي علم الأمراض بتحليل الخزعة وبدوره سيلاحظ التغيرات في الأنسجة والتي تشير إلى وجود الرفض. وبصورة عامة فإن أخصائي علم الأمراض يقوم بالبحث عن المميزات النسيجية والرئيسية الثلاثة. أولا، وجود خلايا T التي تتسرب إلى الأنسجة المزروعة؛ وهذا التسرب يمكن أن يرافقه وجود مجموعة غير متجانسة من أنواع الخلايا الأخرى بما في ذلك الحمضيات، وخلايا البلازما والعدلات. (إن نسبة هذه الأنواع من الخلايا قد تكون مفيدة في تشخيص نوع الرفض.) ثانيا، الدلالة بإصابة هيكلية للأنسجة المزروعة؛ تعتمد سمات هذه الإصابة على نوع الأنسجة التي تم زرعها. وأخيرا، إصابة الأوعية الدموية في الأنسجة المزروعة.

### الرفض المزمن
أستخدم مصطلح «الرفض المزمن» في البداية لوصف الفقدان طويل الأمد لوظيفة الأعضاء المزروعة، بالإضافة إلى تليف الأوعية الدموية الداخلية في الأنسجة المزروعة. أما في الوقت الحالي فيسمى بالاعتلال الوعائي الخيفي المزمن. إن مصطلح الرفض المزمن محجوز لحالات رفض الزراعة بسبب وجود التهابات مزمنة غير مفهومة واستجابة مناعية ضعيفة ضد الأنسجة المزروعة.

#### الرفض المزمن لزراعة الرئتين
إن الرفض المزمن بعد زراعة الرئة هو السبب الرئيسي لأمراض المدى الطويل وكذلك هو السبب لحدوث الوفيات عند المرضى الذين زرعت لهم رئة. إن متوسط المدة الزمنية التي يبقى فيها المرضى على قيد الحياة بعد زرع الرئة حوالي 4,7 سنة وهو ما يقارب النصف من مجموع المرضى الآخرين والذي يتم زراعة أعضاء رئيسية لهم. ومن ناحية الأمراض المتعلقة بالأنسجة، فإن هذه الحالة تسمى التهاب القصيبات المميت. سريريا، المرضى الذين يعانون من انسداد تدفق الهواء التدريجي غالبا ما يرتبط هذا مع ضيق التنفس والسعال. في نهاية المطاف سيعاني هؤلاء المرضى من القصور الرئوي أو العدوى الثانوية. إن متلازمات التهاب القصيبات المهلك (BOS) تصف المرضى الذين يعانون من إعاقة تدفق الهواء والذي لا يمكن أن يعزى إلى أي سبب آخر. ويتم التأكد من هذا التشخيص عن طريق الانخفاض المستمر (ثلاثة أسابيع أو أكثر) في حجم الزفير القسري (FEV 1) وما لا يقل عن 20 ٪. لسوء الحظ، BOS يعتبر من الأمراض الشائعة التي يعاني منها المرضى بعد زرع الرئة، ويصاب ما لا يقل عن 50 ٪ من المرضى به بعد 5 سنوات وأكثر من 80 ٪ بعد عشر سنوات تلي عملية الزرع.
لا يمكن التنبؤ بتطور المرض نتيجة لتغاير خواصه. في بعض الحالات، قد يصاب المرضى بهبوط مفاجئ في وظيفة الرئة والتي تستقر فيما بعد لسنوات. وفي حالات أخرى، يتطور المرض بشكل سريع مما يؤدي إلى الوفاة في غضون بضعة أشهر. ومع ذلك فإن ظهور الرفض المزمن للرئة شيء غير معروف، وتشمل عوامل خطر الإصابة: حالات سابقة للرفض المسامي الحاد، مرض ارتجاع المرئ، والعدوى (الفيروسية والبكتيرية)، سن المتلقي للزراعة، عدم مطابقة الـ HLA، التهاب القصيبات الليمفاوي والاختلال الوظيفي (مثل نقص التروية الهوائية).
زراعة الأجسام الغريبة: زرع نسيج الخلايا أو الأعضاء من شخص إلى آخر.
الزراعة المزيجية: زرع أنسجة الخلايا أو الأعضاء من واهب ذي صفات وراثية غير مطابقة لما يملكه المتلقي.
الزراعة الأسرية: زراعة الأنسجة بين شخصين يحملان صفات وراثية متماثلة.
الزراعة الذاتية: زرع الأعضاء والأنسجة المأخوذة من جزء معين في الجسم وزرعها في جزء آخر في جسم الشخص نفسه.
الرفض هو استجابة المتلقي لمستضد خارجي حيث يكون المستضد في العضو المزروع أو في الطعم الخيفي. تشريحيا، يتم ملاحظة التسرب اللمفاوي في بادئ الأمر، ويلي ذلك إصابة الخلايا الظهارية (على الأقل داخل الرئتين). اما نتائج التفاعل الالتهابي المصاحبة فتتمثل في توظيف وانتشار الخلايا الليفية والخلايا الليفية التي تشبه العضلات الملساء، الأمر الذي يؤدي إلى تقرح وتندب في قنوات التنفس. إن هذه الحالة في أكثر الأحيان غير مستقرة ومتغايرة الخواص وبالتالي فإن عملية أخذ الخزعة من القصيبات في وقت مبكر قد يؤدي إلى الإخفاق في ملاحظة تشكل النسيج الحبيبي والذي بدوره يؤدي إلى تدمير القنوات التنفسية.

## آليات الرفض
الرفض هو استجابة المناعة القابلة للتكيف والمتحكمة من خلال كل من تحكمات الخلية T والآليات المناعية (الأجسام المضادة). إن عدد المتطابقات الجينية هو ما يحدد سرعة وحجم الاستجابة للرفض. هنالك آليات مختلفة تميل إلى التحرك ضد أنواع الزراعة المختلفة.
| العضو / الأنسجة | الاليات                                                                |
| --------------- | ---------------------------------------------------------------------- |
| الدم            | الأجسام المضادة (راصة دموية إسوية)                                     |
| الكِلية          | الأجسام المضادة، وحصانة الخلية المتحكمة                                |
| القلب           | الأجسام المضادة، وحصانة الخلية المتحكمة                                |
| الجلد           | حصانة الخلية المتحكمة                                                  |
| نخاع العظم      | مناعة الخلية المتحكمة                                                  |
| القرنية         | وعادة ما تقبل إلا في حالة اصابة الاوعية الدموية، مناعة الخلية المتحكمة |

حصانة الخلية المتحكمة =CMI

## علاج الرفض
إن الرفض المزمن للزرع من المتعذر القضاء عليه ولا يمكن معالجته بشكل فعال. العلاج بواسطة السيكلوسبورين المستنشق في طور التجربة كوسيلة لتأخير أو منع الرفض المزمن للرئتين. في الوقت الحالي العلاج الوحيد النهائي هو إعادة الزرع، وذلك في حال إمكانية مشاركة المريض مرة أخرى وكذلك في حال توفر الواهبين.
ويمكن علاج الرفض الحاد للزرع باستخدام عقاقير العلاج الكيميائي والمخصصة للقضاء على نظام المناعة (انظر القائمة أدناه). وعادة تتم معالجة الرفض الحاد في البداية باستخدام دورة قصيرة من دواء الستيرويد العالي التركيز، والذي عادة ما يكون كافي لإتمام العلاج بنجاح. وإذا لم يكن ذلك كافيا، فيمكن تكرار الدواء مرة أخرى أو يمكن استخدام نظام العلاج الثلاثي، ويتألف من كورتيكوستيرويد بالإضافة إلى الكالسينيورين المثبط والانتيبروليفرتيف. المكونات المحددة للأجسام المضادة لنظام المناعة يمكن أن تضاف لهذا النظام، لا سيما بالنسبة للمرضى المعرضين للخطر بنسبة عالية. يمكن استخدام mTOR مثبطات في بعض المرضى، في حال عدم نفع دواء مثبط الكالسينيورن أو الستيرويد. المقاومة للعلاج قد تتطلب نقل الدم لإزالة الأجسام المضادة لعملية الزرع.
إذا كانت هنالك إمكانية لزراعة نخاع العظام، عندها يمكن لنظام مناعة الشخص المتلقي أن يحل محله النظام المناعي للواهب، وبالتالي يمكن أن يقبل جسم المتلقي العضو الجديد دون التعرض لخطر الرفض. وهذا يتطلب أن يكون نخاع العظم والذي ينتج الخلايا المناعية، مأخوذ من نفس الشخص المتبرع بالأعضاء (أو التوأم أو استنساخ). هناك خطر من الزراعة مقابل المرض المضيف (GVHD) حيث أن الخلايا اللمفاوية الممزوجة مع نخاع العظم المزروع ستتعرف على أنسجة المضيف على أنها أنسجة غريبة وبالتالي تتم مهاجمتها وتدميرها وفقا لذلك.

### استخدام الأدوية المثبطة للمناعة لعلاج الرفض لعملية الزرع
- مثبطات Calcineurin
  - السيكلوسبورين
  - تاكروليماس
- مثبطات mTOR
  - Sirolimus
  - Everolimus
- مكافحة proliferatives
  - الآزويثوبرين
  - Mycophenolic حمض
- * الستيروئيدات القشرية
  - بريدنيزولون
  - هيدروكورتيزون
- الأجسام المضادة
  - الأجسام المضادة وحيدة النسيلة المضادة للمستقبلات ايل 2Rα
    - Basiliximab
    - Daclizumab

  - بولكلونل الأجسام المضادة لخلية T
    - الجلوبيولين المضاد للخلية التوتية (ATG)
    - الجلوبيولين لمكافحة اللمفاويات (ALG)

  - وحيدة النسيلة المضادة للأضداد CD20
    - ريتوكسيماب، وقد استخدم مسبقا مضاد الخلية OKT3 تي للوقاية من الرفض، ويستخدم أحيانا في علاج الرفض الحاد والشديد، ولكن قد إنخفضت نسبة إستخدامه بسبب متلازمة الإفراج الخلوى الشديدة واضطراب ما بعد زرع التكاثرية اللمفية، وهما على حد سواء مرتبطان عادة مع استخدام OKT3 ؛ في المملكة المتحدة فهي متاحة للمريض اعتمادا على إسمه فقط.

## ديمي لي برينان
ديمي لي برينان، هي مواطنة أسترالية حيث تغيرت فصيلة الدم في جسدها، بعد عملية زرع الكبد، واعتمد جسدها الجهاز المناعي للواهب. ونتيجة لذلك فإن جسدها لم يحاول رفض الكبد المزروع وبالتالي لا تحتاج إلى علاج تقليل المناعة.
وصفت حالتها بأنها فريدة من نوعها حيث لا توجد حالات أخرى قد سجلت من قبل في تاريخ زراعة الأعضاء البشرية. إن العلماء مهتمون الآن بمعرفة سبب حدوث ذلك على أمل تكرار حدوث الأمر نفسه في عملية أخرى، لأن هذا قد يكون حلا لمشكلة رفض الزرع.

## الوصلات
- شبكة التحمل المناعي

ْ